# 源満国
源 満国（みなもと の みつくに）は、平安時代中期の武士。源満快の長男。

## 略歴
詳しい事績は不明であるが、永延元年（987年）頃、摂津国能勢郡宿野に撰見の館を築き居住したとされる。また遠江守在任時であった長徳年間（995年 - 998年）頃、勅命に背いたとして三河国に配流され、同国刈宿（現在の愛知県西尾市刈宿）の地に亡き母の菩提を弔うための寺院のほか神社を建立したと伝えられる（現在の常福寺および熊野神社）。
嫡子・為満は源頼信（満国の従兄弟）の娘を娶り河内源氏と姻戚関係を結んだ。